# Virtualna međunarodna normativna baza
Virtualna međunarodna normativna baza (eng. Virtual International Authority File, VIAF) je međunarodna jedinstvena normativna baza. Projekt je virtualnoga povezivanja nacionalnih normativnih podataka za osobe, korporativna tijela i zemljopisne nazive.
Združeni je projekt koji su 2003. godine započele američka Kongresna knjižnica (Library of Congress), Njemačka nacionalna knjižnica (Deutsche Nationalbibliothek) i OCLC. Osnovan je radi uključivanja normativnih podataka različitih knjižnica u besplatnu javno dostupnu uslugu na internetu koja poboljšava identificiranje, prikaz i provođenje normativnoga nadzora u lokalnim katalozima i time pridonosi razvoju bibliografskog nadzora.
Projekt vodi Online Computer Library Center (OCLC).
Krug sudionika u bazi VIAF brzo se proširio. Hrvatska Nacionalna i sveučilišna knjižnica s OCLC-em je svibnja 2013. potpisala ugovor. Do prosinca 2013. dosegao je broj sudionika 34 ustanove, od čega 23 nacionalne knjižnice, odgovorne za izradbu normativnih zapisa. Prosinca 2013. normativnih zapisa u VIAF-u bilo je 33 milijuna, od kojih se 26,4 milijuna odnosi na osobna imena. Povezani su sa 107 milijuna bibliografskih zapisa. Broj korisnika VIAF-a bio je više od milijun godišnje.
Recipročno ažuriranje služi se protokolom Inicijative otvorenih arhiva (OAI-PMH).
Od 4. travnja 2012. projekt prelazi u servis OCLC-a.
Zbog toga što je jedinstveni identifikator autora sam po sebi ograničene vrijednosti ako je bez povezanosti s biografskim i bibliografskim podatcima, međunarodni sustavi ISNI i VIAF, u svjetlu normativnog nadzora, djeluju u međuovisnosti. ISNI ne bi mogao nastati i održati se bez VIAF-a. Primjenom ISNI-ja raste kakvoća VIAF-u. Dodatna im je vrijednost u povezanosti normativnih i bibliografskih podataka.

## Vanjske poveznice
- Službene stranice
- OCLC VIAF